# 索洛內 (盧漢斯克州)
49°44′11″N 39°20′48″E / 49.73639°N 39.34667°E
索洛內（烏克蘭語：Солоне）是位於烏克蘭東部的村莊，由盧甘斯克州舊比利斯克區的新普斯科夫市鎮負責管轄。該村始建於1851年，面積0.46平方公里，海拔高度169米，2001年人口21，人口密度每平方公里45.7人。